# Schiță în cărbune
Schiță în cărbune este o nuvelă scrisă de Henryk Sienkiewicz și publicată în 1877.